# Lucky Strike

Logo Lucky Strike.

Lucky Strike è una marca di sigarette americane, prodotte dalla British American Tobacco (BAT), spesso chiamate "Luckies" (fortunate).

## Storia

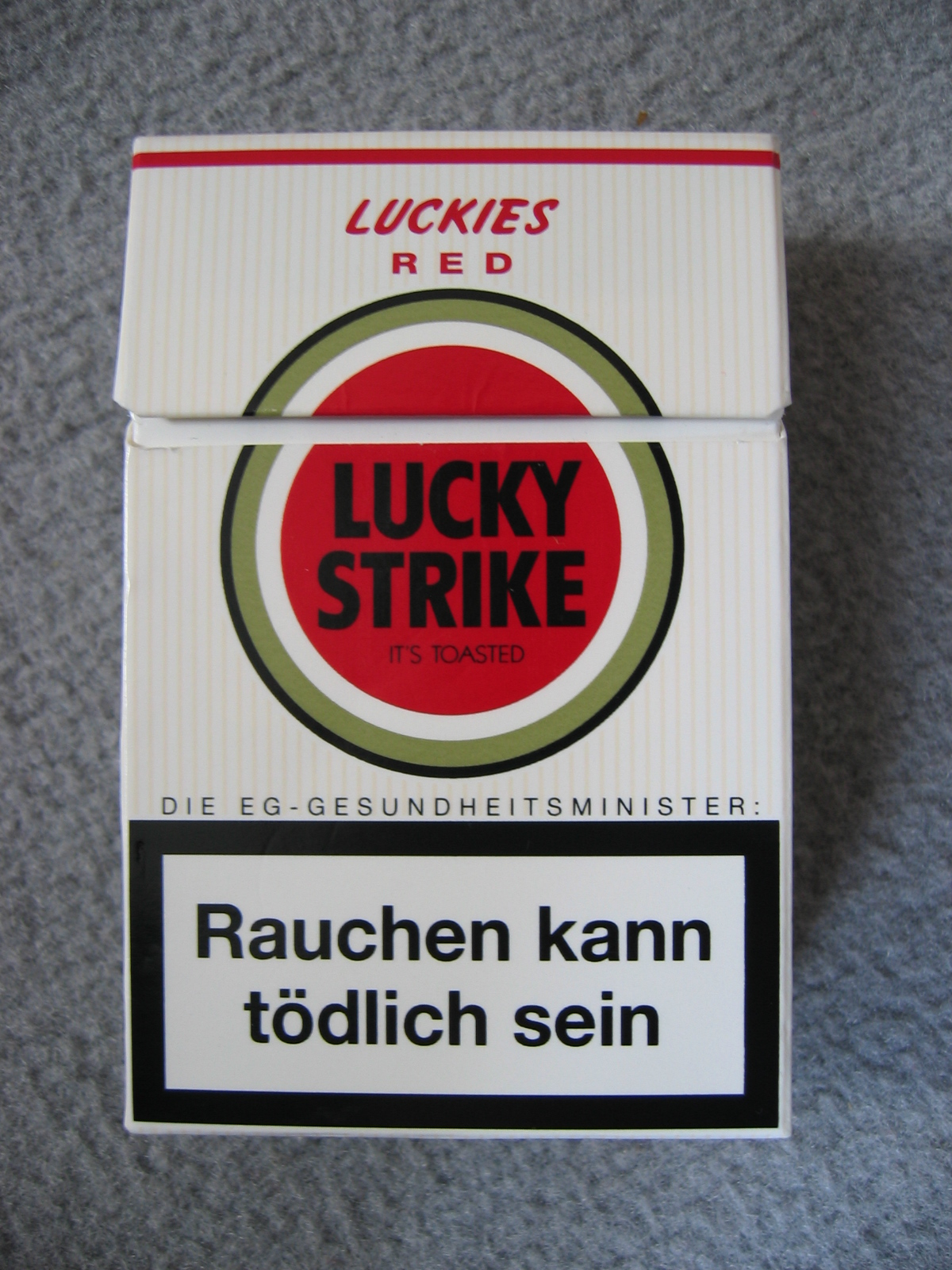
Un pacchetto "duro" di Lucky Strike Red tedesche.

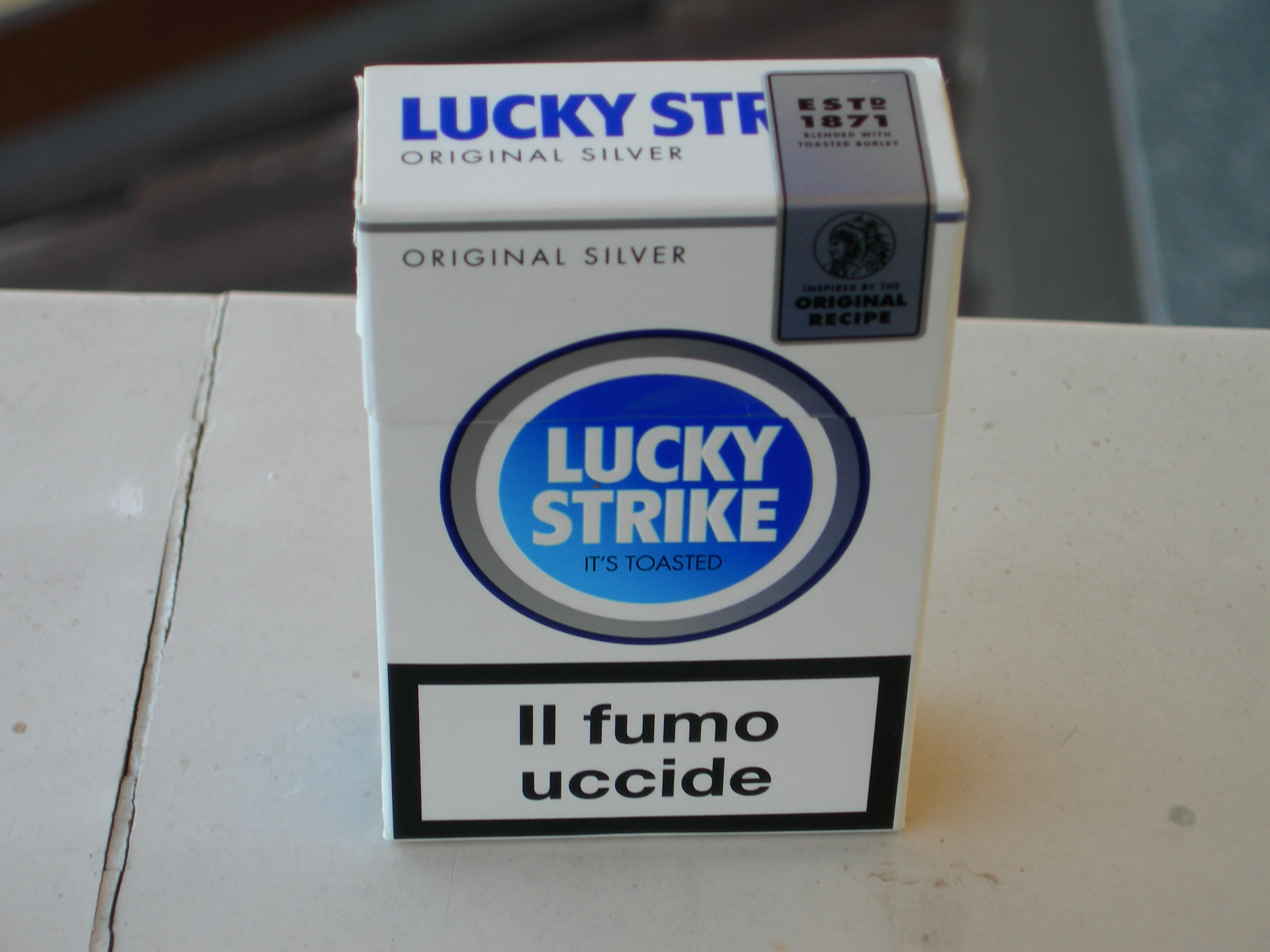
Un pacchetto "duro" di Lucky Strike Silver, ora denominate semplicemente Blue, vendute in Italia (2008).

Questa marca fu introdotta da R.A Patterson nel 1871 come tabacco da masticare e più tardi come sigarette. Nel 1905 la compagnia fu acquistata dall'American Tobacco Company (ATC), e le Lucky Strike divennero la risposta alle sigarette Camel.
Nel 1917, la marca incominciò a usare lo slogan "It's Toasted" (è tostato) per informare i consumatori del metodo di lavorazione del tabacco, tostato appunto invece che essiccato al sole. Per questa differente lavorazione, le sigarette Lucky Strike hanno la fama di avere un aroma unico e caratteristico. Il messaggio "L.S.M.F.T." ("Lucky Strike means fine tobacco" - "Lucky Strike è sinonimo di buon tabacco") fu aggiunto sul pacchetto nello stesso anno.

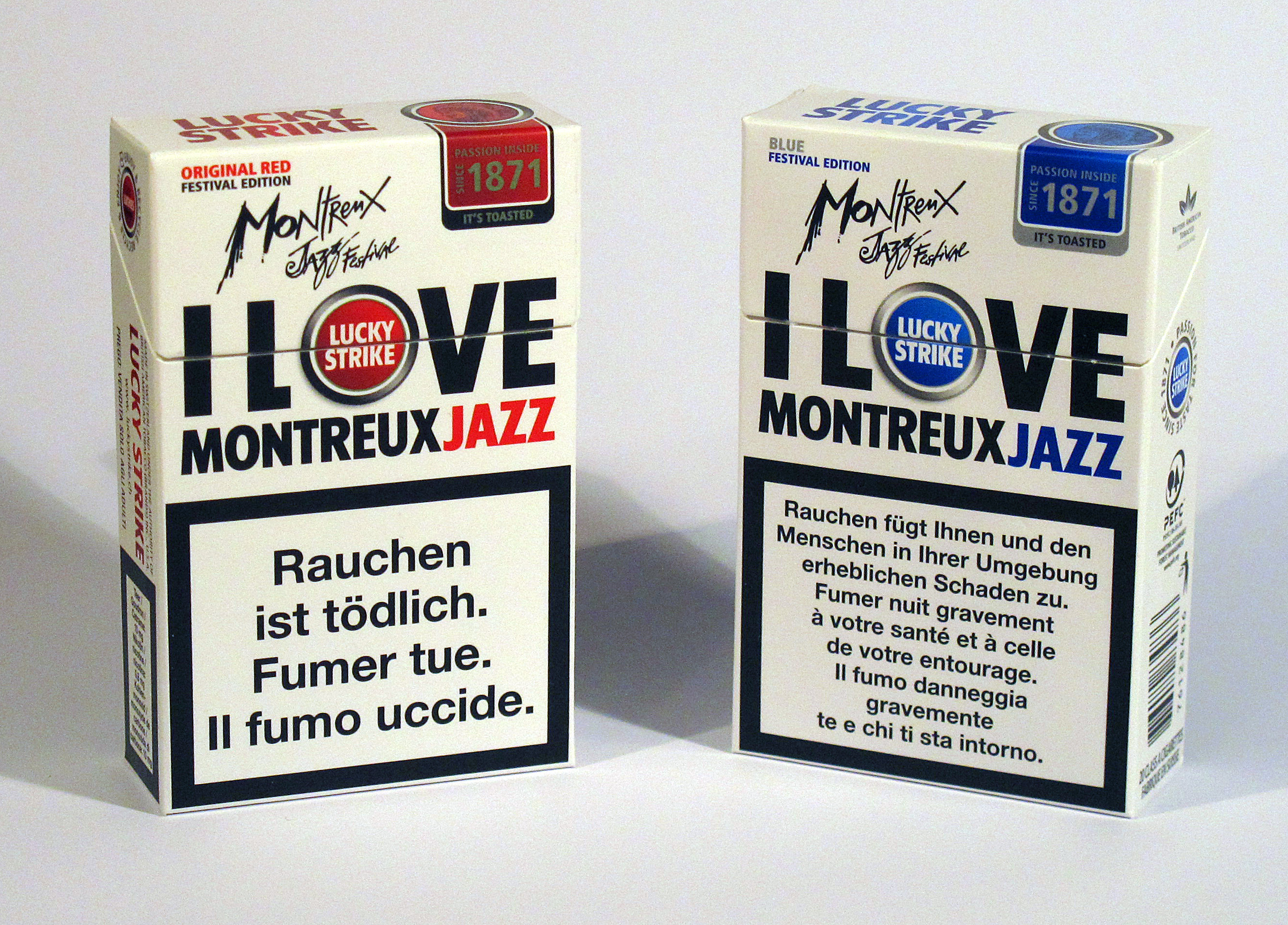
Sponsoring, Montreux Jazz Festival, 2012

L'originale color verde scuro del pacchetto fu sostituito nel 1942 con il bianco. In una famosa campagna pubblicitaria che usava lo slogan "Lucky Strike Green has gone to war" - "Il verde delle Lucky Strike è andato in guerra", la compagnia informava il motivo del cambio di colorazione, causato dal fatto che il rame usato per il color verde serviva per la seconda guerra mondiale. L'American Tobacco in realtà usa il cromo per produrre l'inchiostro verde, e il rame per le finiture dorate. A ogni modo, molto probabilmente, il pacchetto bianco fu introdotto non per aiutare gli sforzi bellici, ma per il costo più basso e la maggiore attrazione che questo nuovo tipo di pacchetto poteva avere per le fumatrici.
Nei primi anni sessanta, gli spot televisivi delle Lucky Strike usavano lo slogan musicale "Lucky Strike separates the men from the boys... but not from the girls" - "Le Lucky Strike separano gli uomini dai ragazzi... ma non dalle ragazze".
Alla metà degli anni sessanta furono introdotte le Luckies con filtro e negli spot (su giornali e TV) fu usato un nuovo slogan: "Show me a filter cigarette that delivers the taste, and I'll eat my hat!" - "Mostrami una sigaretta con filtro che abbia un buon sapore e io mangerò il mio cappello!" (in genere cantato in TV).
Nei giornali la pubblicità mostrava un fumatore che indossava un cappello, al quale mancava una parte morsicata.
Nel 1978 e 1994, prima i diritti di esportazione e poi quelli della vendita negli Stati Uniti furono acquistati dalla Brown & Williamson.
Il celebre logo delle Lucky Strike fu ideato dal designer Raymond Loewy, che creò anche loghi per Exxon, Shell e Coca Cola.
Le Lucky Strike furono lo sponsor principale della Bar Honda (in parte di proprietà della British American Tobacco) e della Honda Racing F1, fino a quando la BAT decise di lasciare la Formula 1 per via delle maggiori restrizioni causate dalle leggi contro la sponsorizzazione del tabacco. Furono anche lo sponsor del team ufficiale Suzuki nel motomondiale 500 quando alla guida vi era Kevin Schwantz nel Lucky Strike Suzuki Team.

### Italia
In Italia le Lucky Strike sono vendute nelle confezioni Original Red, Blue e dalla fine di settembre 2010 nella variante XT. Il primo tipo contiene 10 mg di catrame, un tasso di nicotina pari a 0,8 mg e 10 mg di monossido di carbonio. Nel secondo i valori sono rispettivamente di 8, 0,7 e 8 mg.
La variante XT è in formato pocket con pacchetto tutto nero e le sigarette sono leggermente slim. Contiene il tabacco delle Red ma con tostatura lenta, per un contenuto pari a 10 mg di catrame, 1 di nicotina e 8 di monossido di carbonio.
La variante Click & Roll presenta una capsula a metà del filtro che, se schiacciata, "trasforma" il sapore della sigaretta facendole acquisire il tipico gusto delle sigarette al mentolo.
Dal marzo 2012 sono commercializzate le nuove varianti denominate Gusto Autentico, sigarette con i medesimi valori delle controparti rossa e blu ma senza additivi durante la lavorazione del tabacco.
Sotto forma di trinciati Roll-Your-Own, sono venduti:
- Original Red: in confezioni da 10 g, 18 g e 20 g; è un American blend semi-umido e dolce, di media forza.
- Gusto Autentico: in confezioni di colore rosso da 15 g, 20 g, 50 g, 60 g e in confezioni di colore blu di 15 g, è un American blend secco e amarognolo.

## Le Lucky Strike nella cultura

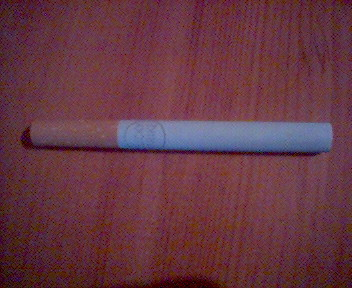
Sigaretta Lucky Strike.

Attorno alle Lucky Strike si sono create ben tre leggende metropolitane. La prima afferma che il nome derivi dal fatto che in passato, ogni cento sigarette, una contenesse marijuana. Una variante di questa leggenda afferma che ciò era vero solamente per i pacchetti riservati ai soldati americani durante la seconda guerra mondiale. Un'altra leggenda metropolitana dice che il pacchetto è cambiato durante la seconda guerra mondiale (bianco con un cerchio rosso), in onore al bombardamento americano sul Giappone, per via della similitudine con la bandiera del Giappone, esiste anche una leggenda metropolitana che fa risalire il nome "Lucky Strike" (Colpo Fortunato) a un incendio scoppiato all'interno di uno degli stabilimenti. Le fiamme, secondo questa leggenda, provocarono la tostatura del tabacco. Nella sua variante il nome e la particolare tostatura deriva da uno sciopero ("strike" in inglese) degli operai in una delle fabbriche.
Le Luckies appaiono anche in molti videogiochi, serie televisive, cartoni animati e opere letterarie in genere. Ad esempio Solid Snake, protagonista dalla serie di videogiochi Metal Gear, fuma Lucky Strike, sebbene il riferimento alla marca di sigarette viene rimosso a partire da Metal Gear Solid 2.

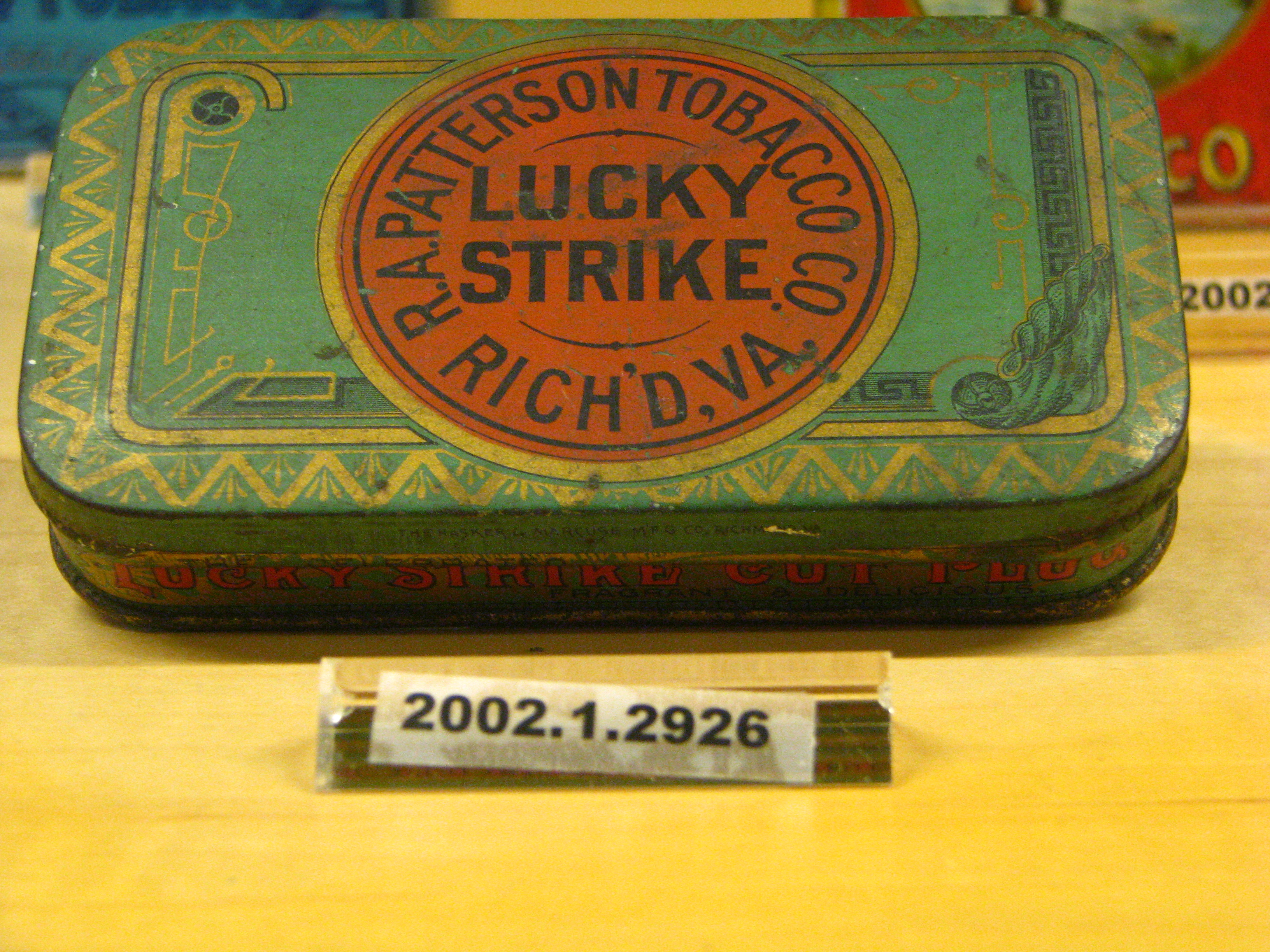
Scatola di sigari Lucky Strike.

Riguardo alle apparizioni del pacchetto bianco e rosso sul grande schermo va citata la locandina del film Pulp Fiction di Quentin Tarantino, in cui Uma Thurman, che nel film interpreta Mia Wallace, fuma una Lucky Strike. Nel film il personaggio di Mia fuma Red Apple, una marca fittizia di sigarette ideata dallo stesso Tarantino. Nel film Fino all'ultimo respiro di Jean-Luc Godard, il protagonista Michel va a trovare un'ex fidanzata, la quale sta componendo sul muro la scritta "Pourquoi" utilizzando pacchetti di Lucky Strike; la scritta non è terminata poiché, come dice la ragazza, "[...] adesso fumo le Muratti". Il marchio Lucky Strike compare anche ne La nona porta: il protagonista, interpretato da Johnny Depp, fuma sigarette di questa marca. Un pacchetto di Lucky Strike è inoltre presente nella scena finale del film Gli intoccabili, mentre nel film Un mondo perfetto di Clint Eastwood, Kevin Costner ne compra una stecca in uno spaccio. Nel film Le ali della libertà appaiono spesso le Lucky, introdotte clandestinamente da Red e usate come valuta tra i prigionieri di Shawshank. Nella pellicola Sleepers del 1996, il prete Roberto Carillo, interpretato da Robert De Niro acquista ben due pacchi di Lucky Strike. In televisione è il detective Sonny Crockett (Don Johnson) di Miami Vice, serie televisiva anni ottanta, a fumare Lucky Strike morbide, rigorosamente senza filtro. Nel 2007 la serie televisiva Mad Men ha utilizzato il marchio Lucky Strike e la sua storia per il primo episodio della prima stagione, oltre a far fumare ai protagonisti quasi esclusivamente Luckies.
Anche nel film Turné, di Gabriele Salvatores, il personaggio di Federico Lolli, interpretato da Fabrizio Bentivoglio, fuma Lucky Strike rosse, di cui si può vedere il pacchetto in una delle scene iniziali, mentre l'uomo prepara le valigie per partire in Turné. Un'ulteriore apparizione delle Lucky Strike può essere trovata nel film Shutter Island, il protagonista (Leonardo DiCaprio) fuma infatti Lucky Strike Rosse Morbide senza filtro; e nel film Grease, in cui Danny (John Travolta) fuma Lucky Strike Rosse. Sono inoltre presenti nel film Fury, dove i soldati americani, tra cui lo stesso Brad Pitt, fumano esclusivamente Lucky Strike.
Anche Ian Fleming mette nelle mani della sua creatura, James Bond, le Lucky Strike, nel corso del romanzo Vivi e lascia morire. Anche nei paesi del Sol Levante le famose sigarette appaiono nella sigla di apertura dell'anime Cowboy Bebop e nei manga City Hunter, Great Teacher Onizuka e Black Lagoon.
Nella musica i riferimenti sono innumerevoli. Tra le canzoni che citano la marca di sigarette: Gli angeli di Vasco Rossi, Un kilo di Zucchero Fornaciari, Tu mi vedrai dei rappers Ted Bundy e Club Dogo e Reclame dei Baustelle. Inoltre nel videoclip di Amerika del gruppo tedesco Rammstein è visibile un pacchetto indiano di Lucky Strike.